# Cava
 Ovo je glavno značenje pojma Cava. Za plažu u Dubrovniku pogledajte Cava (Dubrovnik).
Cava (Caba, Cagua, Caouache, Lava) je indijansko pleme porodice Tonkawan, nastanjeno u kasnom 17. stoljeću u blizini zaljeva Matagorda u Teksasu, uglavnom u kraju između rijeka Guadalupe i Colorado. I rijeka Colorado i Cava Indijanci (pod ovim imenom; vidi niže) otkriveni su u isto vrijeme, a tada su naseljavali zajednička naselja s plemenima Cantona, Emet, Sana, Toho i Tohaha.  Između 1740. i 1750. godine neki Cava Indijanci ulaze u misiju San Antonio de Valero u San Antoniju i kasnije sudbinu dijele s tamošnjim plemenima. Postoji i sumnja da su Kabaye Indijanci iz vremena La Sallea kasniji Cavas.